# Mokronog-Trebelno
Mokronog-Trebelno es un municipio de Eslovenia ubicado en el sur del país, cerca de la frontera con Croacia. Tiene una población estimada, a mediados de 2022, de 3169 habitantes.
Está situado en la región estadística de Eslovenia Sudoriental y en la región histórica de Baja Carniola.
El municipio fue creado en 2006 al separarse del vecino municipio de Trebnje. Las localidades de Mokronog y Trebelno comparten formalmente la capitalidad del municipio y le dan nombre, aunque la sede administrativa municipal se ubica en Mokronog.
Comprende las localidades de Beli Grič, Bitnja vas, Bogneča vas, Brezje pri Trebelnem, Brezovica pri Trebelnem, Bruna vas, Cerovec pri Trebelnem, Cikava, Dolenje Laknice, Dolenje Zabukovje, Drečji Vrh, Češnjice pri Trebelnem, Čilpah, Čužnja vas, Gorenja vas pri Mokronogu, Gorenje Laknice, Gorenje Zabukovje, Gorenji Mokronog, Hrastovica, Jagodnik, Jelševec, Križni Vrh, Log, Maline, Martinja vas pri Mokronogu, Mirna vas, Mokronog (capital municipal), Most, Ornuška vas, Ostrožnik, Podturn, Pugled pri Mokronogu, Puščava, Radna vas, Ribjek, Roje pri Trebelnem, Slepšek, Srednje Laknice, Sveti Vrh, Štatenberk, Trebelno (capital municipal), Velika Strmica y Vrh pri Trebelnem.